# 함양 용추사 건륭18년명 천룡도
함양 용추사 건륭18년명 천룡도(咸陽 龍湫寺 乾隆四十年銘 天龍圖)는 대한민국 경상남도 함양군 안의면 상원리 용추사에 있는 조선시대의 천룡을 그린 탱화이다.
2002년 10월 24일 경상남도의 유형문화재 제379호 함양용추사건륭18년천룡탱으로 지정되었다가, 2018년 12월 20일 현재의 명칭으로 변경되었다.

## 개요
함양 용추사에 보존되어 있는 그림으로, 천룡을 그린 탱화이다. 탱화란 천이나 종이에 그림을 그려 액자나 족자 형태로 만들어지는 불화를 말한다.
모시 바탕에 채색으로 그려진 이 천룡탱은, 가로로 긴 직사각형의 화면에 합장한 채 서 있는 천룡을 중심으로 좌우측에 권속들이 각각 3명씩 배치되어 있다.
화면의 아래쪽 부분에 있는 기록에 의하면 이 천룡탱은 건륭 18년, 즉 조선 영조 22년(1753)에 금어 관동·유택·준행 등이 참여하여 조성된 것임을 알 수 있다.
용추사 건륭 18년 천룡탱은 도상이 뚜렷하게 잘 남아 있는 천룡도로서, 금어 관동·유택·준행 등이 참여한 작품으로 조선후기 신장도 연구에 중요한 학술적 자료이다.

## 참고 문헌
- 함양 용추사 건륭18년명 천룡도 - 국가유산청 국가유산포털